# Sömmerda
Sömmerda je okresní město stejnojmenného zemského okresu ve Spolkové republice Německo, ve spolkové zemi Durynsko. Město leží v Durynské pánvi na řece Unstrut, asi 20 kilometrů severně od Erfurtu, je středně velkým centrem průmyslu a obchodu.

## Administrativní členění
Sömmerda kromě vlastního města sestává z devíti místních částí: Frohndorf,  Leubingen, Orlishausen, Rohrborn, Schallenburg, Schillingstedt, Stödten, Tunzenhausen a Wenigensömmern.

## Historie

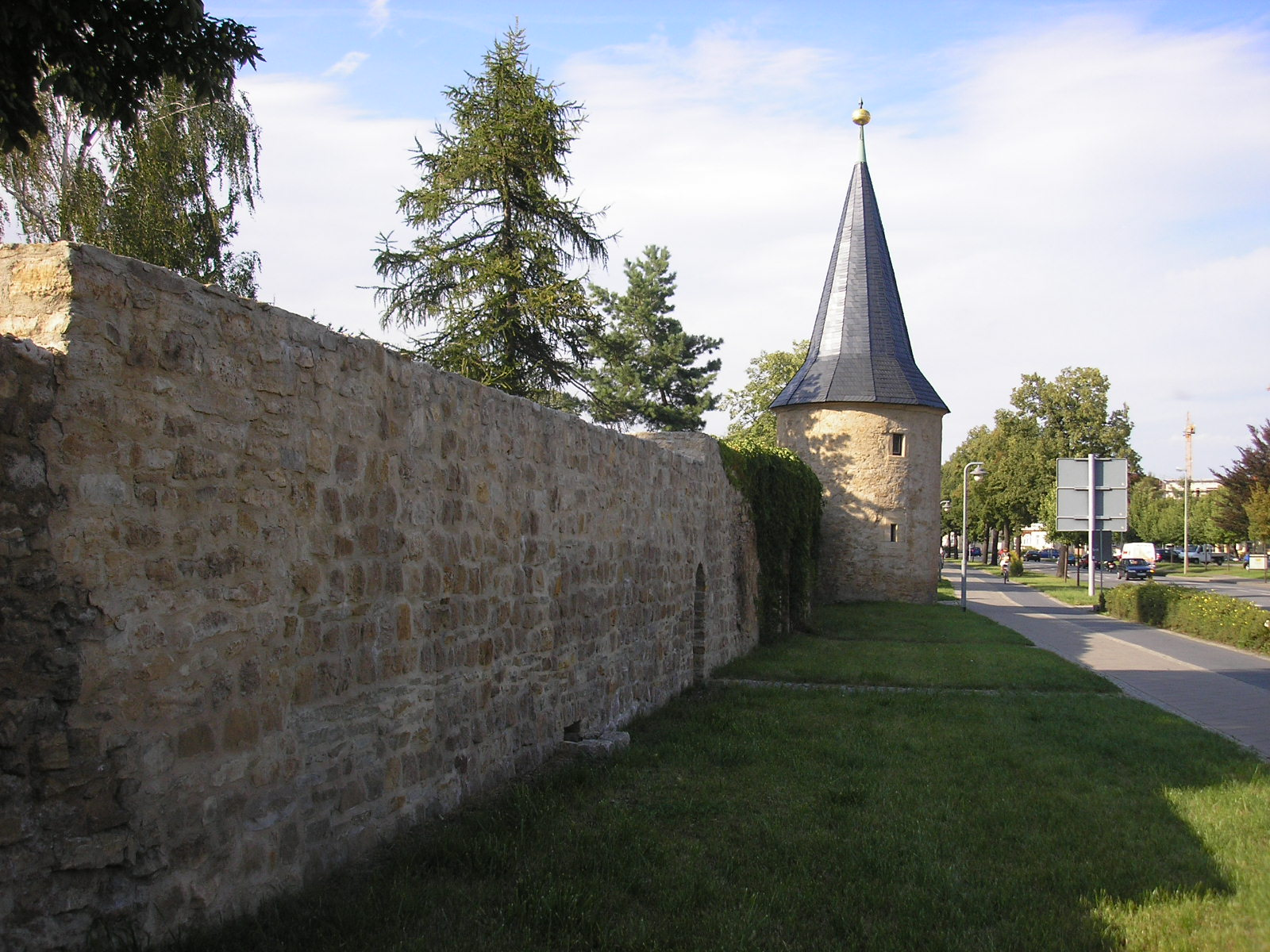
Městské hradby

První písemná zmínka o lokalitě v Římské říši pochází z roku 876, poté ji císař Konrád I. daroval klášteru benediktinů ve Fuldě. Městská práva obec získala pravděpodobně kolem roku 1350, ale nedochovaly se k tomu žádné přímé dokumenty. Městské hradby ze druhé poloviny 14. století jsou nejstarší archiektonickou památkou města, k jejich stavbě muselo mít město povolení panovníka. Erfurtská brána byla hlavním vstupem do města a byla postavená v roce 1395. Ve 30. letech 16. století se město připojilo k náboženské reformě. 
Během třicetileté války (1618-1648) počet obyvatel prudce poklesl v důsledku vojenských nájezdů, drancování a epidemií. 

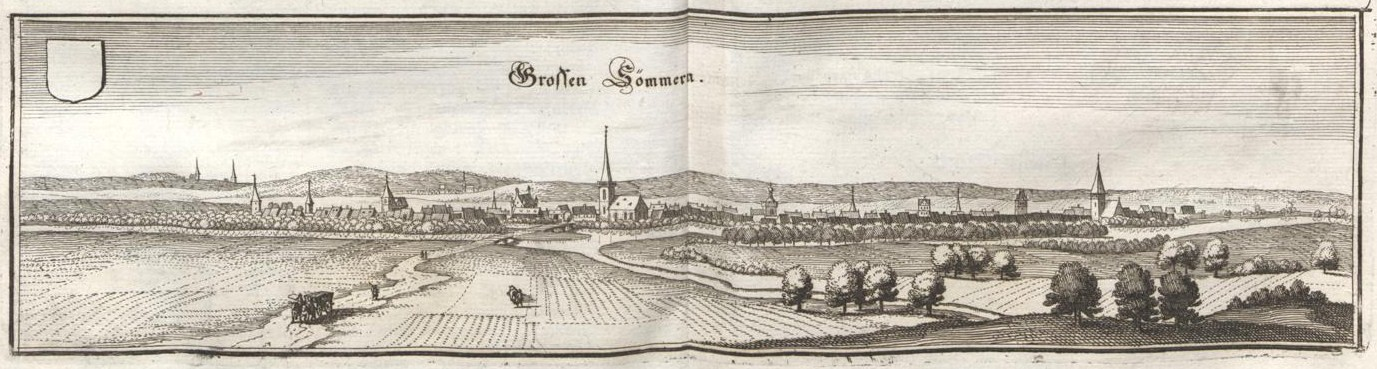
Město Sömmerda na Merianově vedutě, kolem 1650

Až do novověku Sömmerda politicky patřila k Erfurtu a s ním k mohučskému kurfiřtství. Po porážce Pruska v bitvě u Jeny a Auerstaedtu město ovládl Napoleon Bonaparte, než se v letech 1813-14 vrátilo pod správu Pruska. Po Vídeňském kongresu roku 1815 byla Sömmerda  připojena k Prusku, roku 1918 k Německu. V letech 1949-1989 byla součástí Německé demokratické republiky a v roce 1990 připojena ke sjednocenému Německu. 

## Hospodářství
Od roku 1840 ovlivnil rozvoj dosud malého a bezvýznamného zemědělského městečka v průmyslové město vznik mechanické továrny Johanna Niklase von Dreyse, který roku 1838 vynalezl pušku - jehlovku, s níž pruská armáda následně vítězila  na Rakouskem. Zbrojní výroba této továrny se až do druhé světové války stále rozšiřovala. 
Po spojení Německé demokratické republiky s Německou spolkovou republikou v roce 1990 se Sömmerda  stala sídlem elektrotechnické firmy Fujitsu Technology Solutions.

## Památky

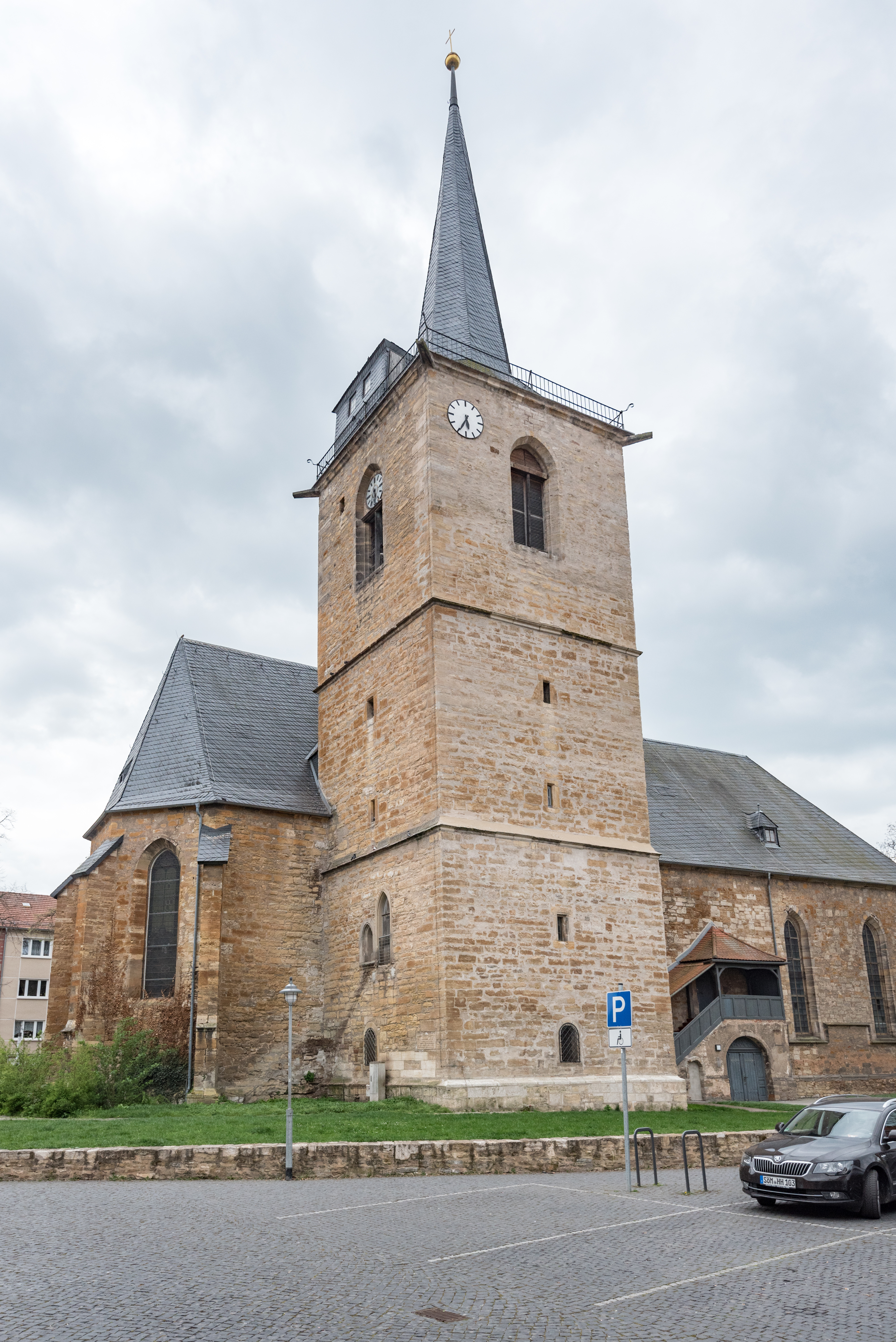
Kostel sv. Bonifáce

- Městské hradby s nárožními bastiony ze 2. polovinxy 14. století
- Erfurtská brána (Erfurter Tor) - gotická hlavní vstupní brána do města (datopvána 1395), s barokní helmicí
- Městský kostel sv. Bonifáce - nejstarší, jako katolický založen benediktiny z Fuldy, halový, s pozdně gotickou oltářní archou, renesanční luteránské malby na emporách:starozákonní výjevy
- Kostel sv. Petra - původem středověký
- Radnice

## Slavní rodáci
- Johann Nikolaus von Dreyse (1787-) - konstruktér zbraní a zakladatel zbrojovky